# Acacia subsessilis
Acacia subsessilis é uma espécie de leguminosa do gênero Acacia, pertencente à família Fabaceae.